# Victor-Napoléon Vuillerme-Dunand
Pour les articles homonymes, voir Dunand.
Victor-Napoléon Vuillerme-Dunand (né en 1810 à Turin et décédé le 4 mai 1876 à Lyon) est le marionnettiste français « guignoliste » le plus important du XIXe siècle français. Fidèle disciple du créateur du Théâtre Guignol (et donc, lyonnais), Laurent Mourguet, il est aussi le marionnettiste de la lignée à écrire pour la première fois les textes de ce répertoire et ce pour une censure napoléonienne de 1852-1853 à Villefranche-sur-Saône. Il est aussi le seul guignoliste qui a percé à Paris dans les années 1860 grâce aux réflexions « philosophoques » de ses personnages. Tout comme Laurent Mourguet, il jouera toute sa vie le personnage de "Guiniol", propre du XIXe siècle, tandis que le XXe siècle lyonnais sera celui de Niafron, notamment celui de Jean-Guy Mourguet, dernier représentant de la lignée guinioliste. Par tradition, Guiniol se joue de la main gauche, tandis que Niafron se joue de la main droite. On doit aux parlers franco-provençaux (cf. Jean-Baptiste Onofrio) cette graphie en -ni- des personnages guinioliers, en particulier aux magnifiques vers poétiques de Guillaume Roquille.

## Biographie
Son père, Jacques-Antoine Vuillerme-Dunand est un colonel réformé d'Empire à Turin quand Victor-Napoléon nait en 1810. Sa mère, Victoria Paysio était turinoise.

## Œuvres
- Les manuscrits Vuillerme-Dunand, source du répertoire classique du théâtre de Guignol.
- 200 años del Teatro Guiñol, María Antoranz Del Pozo, 2008, Festival Titirimundi, Segovia.